# Аликуди Порто (Месина)
Аликуди Порто (итал. Alicudi Porto) је насеље у Италији у округу Месина, региону Сицилија.
Према процени из 2011. у насељу је живело 105 становника. Насеље се налази на надморској висини од 173 м.